# Болотница (Новгородская область)
Болотница — деревня в Окуловском муниципальном районе Новгородской области, относится к Боровёнковскому сельскому поселению.
Деревня расположена на Валдайской возвышенности, в 35 км к северо-западу от Окуловки (69 км по автомобильной дороге), до административного центра сельского поселения — посёлка Боровёнка 26 км (39 км по автомобильной дороге).
| 2010 |
| ---- |
| 5    |

## История
До 2005 года деревня входила в число населённых пунктов подчинённых администрации Висленеостровского сельсовета.

## Транспорт
Деревня расположена на автомобильной дороге Висленев Остров — Любытино, между деревнями
Глуховым (2 км) и Сутоками Вторыми (1 км).
Ближайшая железнодорожная станция расположена в Торбино.